# Courgent
Courgent là một xã của Pháp, nằm ở tỉnh Yvelines trong vùng Île-de-France.
Người dân ở đây trong tiếng Pháp gọi là Courgentais.
Các xã giáp ranh gồm: Montchauvet về phía tây, Mulcent về phía nam, Septeuil về phía đông và Boinvilliers về phía bắc.